# 阿斯别斯特

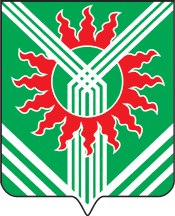
阿斯别斯特市徽

阿斯别斯特（俄语：Асбе́ст，石棉的意思）是俄罗斯斯維爾德洛夫斯克州的一个城市。位于叶卡捷琳堡东北70公里处。人口76,328人（2002年人口普查）；84,470人（1989年人口普查）。該地於1889年建立，當時名為庫德爾卡，1928年改為現名，1933年設市。